# Николай-Поле (Запорожский район)
Никола́й-По́ле (укр. Миколай-Поле) — село,
Николай-Польский сельский совет,
Запорожский район,
Запорожская область,
Украина.
Код КОАТУУ — 2322187201. Население по переписи 2001 года составляло 975 человек.
Является административным центром Николай-Польского сельского совета, в который, кроме того, входят сёла
Днепровы Хвыли,
Долиновка,
Крыловское,
Морозовка,
Новопетровка,
Федоровка и
Яворницкое.

## Географическое положение
Село Николай-Поле находится у одного из истоков реки Сухая Сура, ниже по течению на расстоянии в 3 км расположено село Морозовка. Река в этом месте пересыхает, на ней сделано несколько запруд.
Рядом проходит автомобильная дорога Н-08.

## История
- 1870 год — дата основания как село Николайполь немцами-колонистами.

## Экономика
- «Свиточ», ООО.

## Объекты социальной сферы
- Школа.
- Детский сад.
- Дом культуры.
- Фельдшерско-акушерский пункт.